# Lista de municípios de Roraima por PIB
Esta é uma lista de municípios de Roraima por Produto Interno Bruto (PIB) referente ao ano de 2015. Os valores são a preços correntes. Roraima é um estado brasileiro, localizado no noroeste da Região Norte do Brasil e formado pela união de 15 municípios. Possui o menor PIB do país. Dentre todos os seus municípios, apenas um deles possui economia superior ao valor de R$ 1 bilhão de reais.

## PIB dos municípios
| Posição | Posição | Município          | Mesorregião      | PIB (R$ 1.000) | Per Capita |
| Em 2015 | Em 2010 | Município          | Mesorregião      | PIB (R$ 1.000) | Per Capita |
| ------- | ------- | ------------------ | ---------------- | -------------- | ---------- |
| 1       | 1       | Boa Vista          | Norte de Roraima | 7.559.301      | 23.570,22  |
| 2       | 2       | Rorainópolis       | Sul de Roraima   | 479.388        | 17.567,71  |
| 4       | 3       | Caracaraí          | Sul de Roraima   | 301.692        | 14.890,30  |
| 5       | 4       | Mucajaí            | Sul de Roraima   | 247.452        | 15.106,94  |
| 7       | 5       | Cantá              | Norte de Roraima | 207.969        | 12.878,17  |
| 6       | 6       | Alto Alegre        | Norte de Roraima | 223.632        | 13.824,90  |
| 3       | 7       | Bonfim             | Norte de Roraima | 335.135        | 28.548,82  |
| 8       | 8       | Pacaraima          | Norte de Roraima | 146.793        | 12.327,29  |
| 10      | 9       | Amajari            | Norte de Roraima | 133.941        | 12.169,79  |
| 13      | 10      | Normandia          | Norte de Roraima | 123.805        | 12.199,98  |
| 11      | 11      | Iracema            | Sul de Roraima   | 126.275        | 12.235,99  |
| 9       | 12      | Caroebe            | Sul de Roraima   | 146.686        | 16.005,04  |
| 12      | 13      | São João da Baliza | Sul de Roraima   | 124.429        | 16.555,18  |
| 15      | 14      | Uiramutã           | Norte de Roraima | 97.318         | 10.256,93  |
| 14      | 15      | São Luís           | Sul de Roraima   | 100.539        | 13.573,54  |